# Thắng cố

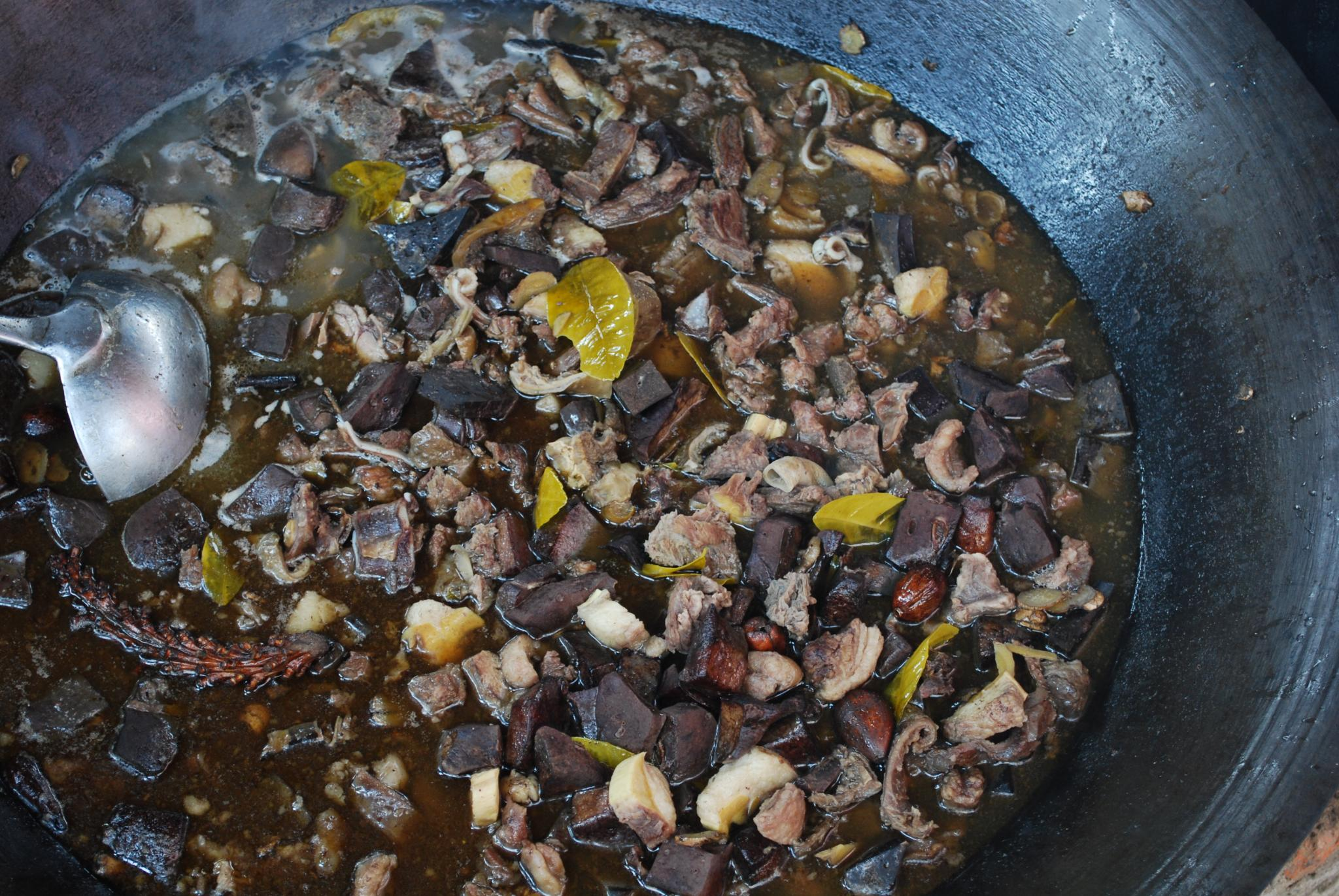
Một chảo thắng cố

Thắng cố hay Thắn cố là món ăn đặc trưng truyền thống của người H'mông, có nguồn gốc từ tỉnh Vân Nam, Trung Quốc; về sau được du nhập sang các dân tộc Kinh, Dao, Tày. Thịt nấu thắng cố theo truyền thống là thịt ngựa về sau có thêm thịt bò, thịt trâu, và thịt lợn. Theo lời của Giàng Seo Sẩu, một người tộc Mông 65 tuổi ở xã Bản Phố, huyện Bắc Hà, tỉnh Lào Cai, Việt Nam, nấu thắng cố ngựa ngon có tiếng, tính tới năm 2011 thì "Món thắng cố ngựa ra đời từ cách đây gần 200 năm khi người H'mông, Tày, Nùng về Bắc Hà cư trú."
Hiện có ba thuyết về ý nghĩa tên gọi "thắng cố":
- Tên gọi "Thắng cố" bắt nguồn từ tiếng Hán-Mông, đọc theo âm Hán Việt là "thang cốt" (chữ Hán: 湯骨), có nghĩa là "canh xương"[2].
- Tên gọi "thắng cố" bắt nguồn từ tiếng Hán, đọc theo âm Hán Việt là "thang hoắc" (湯臛)[3].
- Tên gọi "thắng cố" là biến âm của "thoảng cố", trong tiếng Mông có nghĩa là "nồi nước". Lại có người cho rằng trong tiếng Mông thắng cố được gọi là "khấu tha" có nghĩa là "canh thịt"[4].

Người Trung Quốc còn có món bánh canh há cảo nhân thắng cố (湯骨粉粿Bính âm: Tāng gǔfěn guǒ), không như thắng cố được nấu theo kiểu cũ, người ta còn cho thêm bột ngũ vị hương. Khi ăn dùng kèm đậu phụ thối và ca la thầu.

## Chế biến

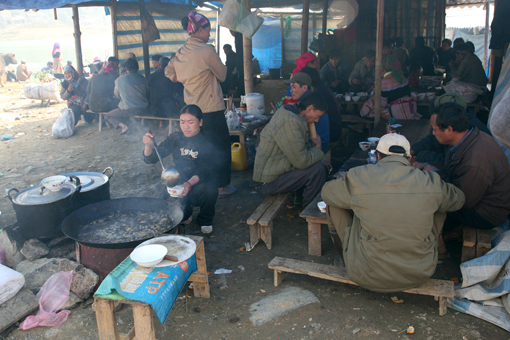
Thắng cố chợ Bắc Hà

Thắng cố được chế biến rất đơn giản nhưng để nấu ngon miệng thì vẫn cần bí quyết riêng cũng như kinh nghiệm. Người ta mổ ngựa (hoặc bò, dê, heo), làm thịt sạch sẽ,lấy tất cả nội tạng ăn được của con vật chặt ra từng miếng.
Sử dụng bếp lửa than, than phải "rực hồng", dùng một cái chảo lớn (chảo phải cũ không được dùng chảo mới), cho tất cả các thứ như thịt thủ, thịt mông, tim, gan, lòng… vào chảo cùng lúc, xào lăn theo kiểu "mỡ ngựa rán ngựa" (dùng chính mỡ có trong thịt để xào, không thêm mỡ ở ngoài). Khi miếng thịt se se cạnh, người ta đổ nước vào chảo và cứ thế ninh sôi sùng sục hàng tiếng đồng hồ.
Để nồi nước dùng được ngon, đầu bếp người Mông phải "chăm sóc" rất chu đáo: múc từng muỗng bọt ra để nước xương thêm ngọt, thêm trong. Các bộ phận như: lòng, tim, gan, tiết, thịt, xương, được cho vào sau cùng và đun nhừ, có thể cho thêm các loại rau.

## Gia vị
Gia vị truyền thống gồm muối, thảo quả, địa điền, quế, lá chanh nướng thơm, tán nhỏ, ướp vào thịt trước lúc đem xào.
Ngày nay, thành phần gia vị bị nhiều nhà hàng cũng như quán ăn thay đổi nhiều khiến hương vị trở nên khác biệt rõ rệt
Khi ăn, chảo vẫn để trên bếp đun, ăn đến đâu múc ra bát đến đó.
Đây là món ăn thường được làm vào các ngày lễ hội, lễ ăn thề bảo vệ rừng, những ngày có đông người như hội làng, dòng họ, hay ở chợ phiên.